# José Chávez Morado

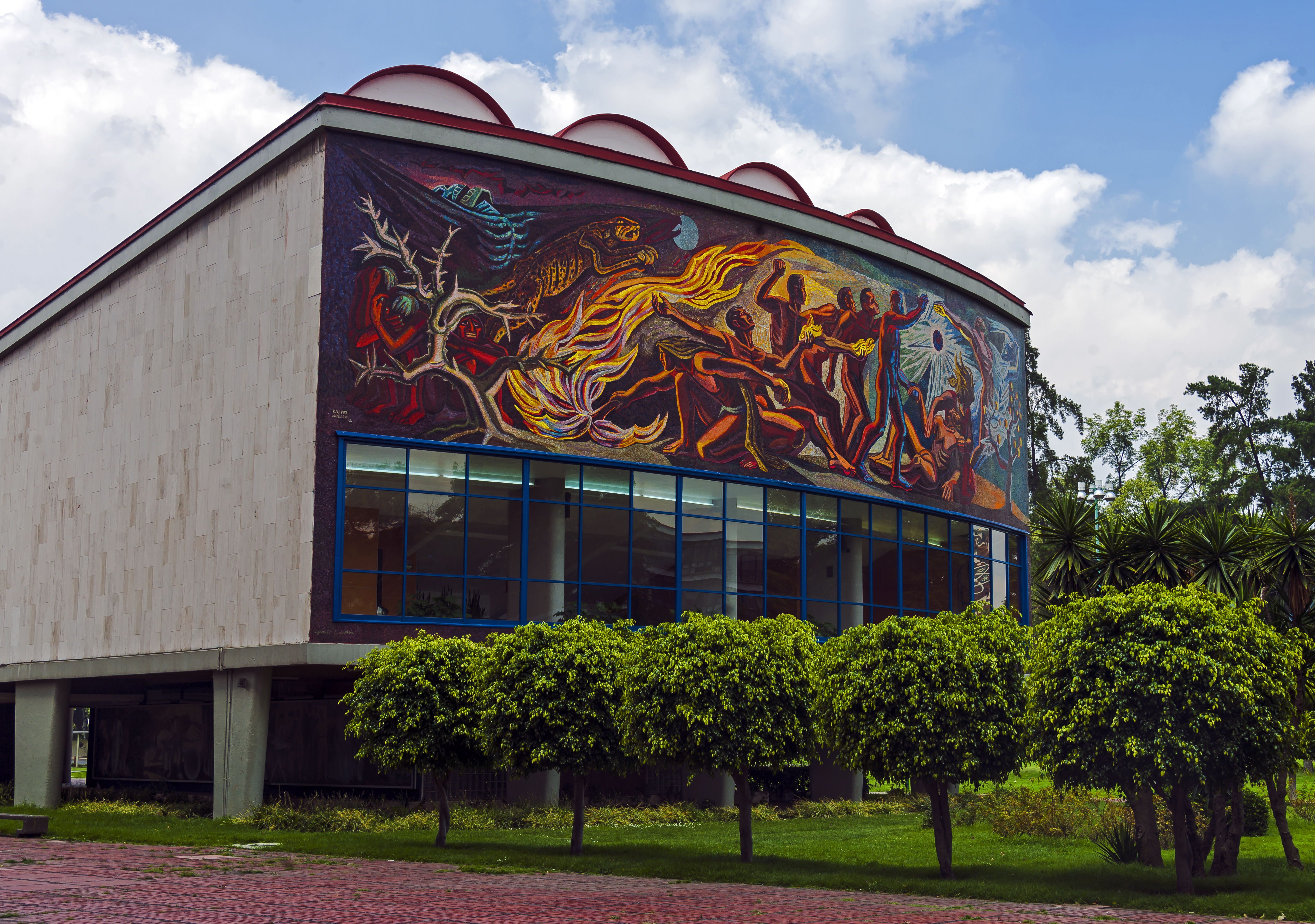
Fresko Die Eroberung der Energie von José Chávez Morado an der UNAM, Mexiko-Stadt

José Chávez Morado (* 4. Januar 1909 in Silao, Guanajuato; † 2. Dezember 2002 in Guanajuato) war ein mexikanischer Künstler.

## Leben
Von 1925 bis 1932 war Chávez Morado in den USA und arbeitete als Lachsfischer, Obstpflücker und Tellerwäscher. Er besuchte den Kunstunterricht in der Chouinard School of Art in Los Angeles. Nach seiner Rückkehr nach Mexiko-Stadt im Jahre 1932 besuchte er Abendkurse an der Academia de San Carlos. Von Francisco Díaz de León erlernte er die Holzschnittkunst. Als Zeichenlehrer unterrichtete er an verschiedenen Schulen.
1933 wurde er Abteilungsleiter für Graphik am Erziehungsministerium im Sekretariat für Volkserziehung. Von 1933 bis 1938 war er in der Theatersektion der Liga de Escritores y Artistas Revolucionarios (Liga der revolutionären Schriftsteller und Künstler, LEAR) tätig. Seit 1937 war Morado Mitglied der Kommunistischen Partei Mexikos. Von 1938 bis 1941 gehörte er der Taller de Gráfica Popular (Werkstatt der Volksgraphiker, TGP) an. In dieser Funktion entwarf er Dekorationen und Kostüme für Theater und Ballett. Zusammen mit seiner Frau Olga Costa gründete er die Galería Espiral. Von 1945 bis 1947 war er Dozent für Lithographie an der Hochschule für Buchkunst. 1948 gründete er mit Raúl Anguiano und anderen Künstlern die Sociedad para el Impulso de las Artes Plásticas (Gesellschaft für Impulse der plastischen Kunst). Zudem war er Mitglied der Frente de Pintores Revolucionarios (Front der revolutionären Maler).
1949 unternahm Chávez Morado eine Europareise. Mit dem Architekten Raúl Casto plante er die künstlerische Gestaltung von Mexiko-Stadt. 1950 war er im Instituto Nacional de Bellas Artes y Literatura (Nationales Institut für schöne Künste und Literatur, INBAL) Leiter des Zeichenunterrichts. 1961 reiste er nach Spanien, Griechenland, in die Türkei und nach Ägypten. 1962 gründete er am Instituto Nacional de Bellas Artes y Literatura eine Schule für Entwurf und Kunsthandwerk.
Im Jahre 1966 verlegte er seinen Wohnsitz nach Guanajuato. Hier war er am Aufbau des Museums in der Alhóndiga de Granaditas beteiligt, in welcher er auch Wandmalereien (Muralismo). Von 1970 bis 1980 leitete er dieses Museum. 1974 wurde ihm der Nationalpreis für Wissenschaft und Kunst verliehen. 1975 überließen Chávez Morado und seine Frau ihre Kunstsammlung dem Museum. 1985 wurde ihm die Ehrendoktorwürde der Universidad Nacional Autónoma de México (Nationale Autonome Universität von Mexiko, UNAM) verliehen. 1988 fand im Palast der schönen Künste in Mexiko-Stadt und in Guanajuato eine Ausstellung seiner Werke statt. 1993 schenkte er sein  Wohnhaus in Guanajuato dem Museo Alhóndiga. Auch in seinem Geburtshaus in Siloa befindet sich heute ein Museum.